# Tetragnathidae

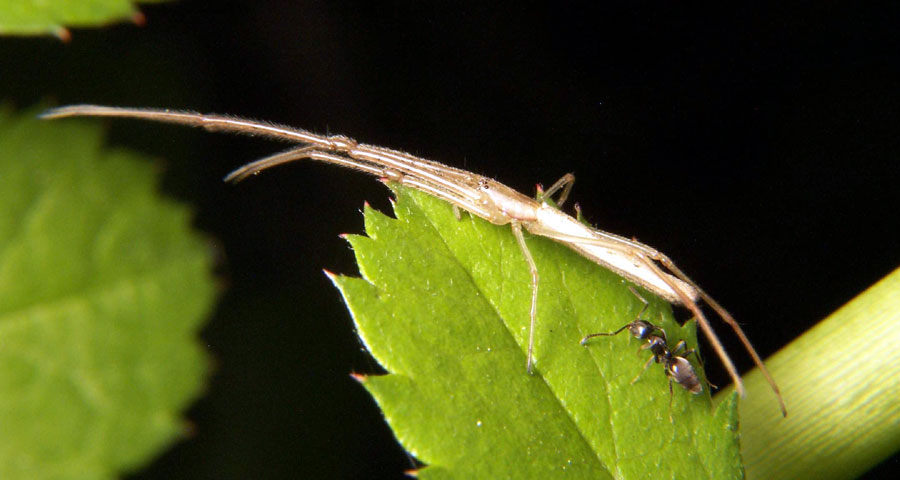
Tetragnatha sp.

Tetragnathidae é uma família de aranhas araneomorfas. A família possui pouco menos de 1000 espécies classificadas em 45 gêneros.  A maioria (66%) das espécies da família pertencem aos gêneros Tetragnatha Latreille, 1804, Leucauge White, 1841 e Chrysometa Simon, 1894 de distribuição global, pantropical e neotropical respectivamente. Estas aranhas constroem teias orbiculares típicas com espiral grudenta para a captura de presas.  
Os representantes do gênero Tetragnatha são abundantes na vegetação próxima da água, incluindo plantações inundadas. Por esse motivo, são estudadas como prestadoras de serviços ecossitêmicos de controle de presas .  Da mesma forma, as espécies do gênero Leucauge são frequentemente encontradas às margens de corpos d'água, mas também em ambientes florestais fechados, em clareiras ensolaradas, jardins e pomares. Já os representantes do gênero Chrysometa, preferem vegetações de altitude e são comuns em ecossistemas montanhosos do Neotrópico . 

## Morfologia e Evolução
As aranhas da família Tetragnathidae são distinguíveis das demais construtoras de teia orbicular típica principalmente por meio de suas quelíceras longas ou ornamentadas e genitália simplificada em comparação às demais famílias da superfamília Araneoidea. O epígino (genitália feminina) é plano, pouco rígido, e até mesmo ausente como em alguns gêneros da subfamília Tetragnathinae, que apresentam uma morfologia haplógina por reversão. Já o bulbo copulatório (modificação no pedipalpo do macho para transferência espermática) possui o condutor como única apófise tegular. O condutor fica unido ao êmbolo formando uma espiral ou projeção em forma de garra, e é dito que o condutor das Tetragnathidae seja homólogo ao das Araneidae. A perda das demais apófises é compensada pelas modificações do címbio e do paracímbio, que são complexos na maioria dos gêneros, com espinhos, projeções e outras estruturas que auxiliam na cópula. As longas quelíceras também possuem função reprodutiva em algumas espécies, em que o macho e a fêmea se prendem um no outro pelas presas e pelos dentículos ou cerdas da base da quelícera no momento da cópula.  
Outra característica morfológica notável é a presença de tricobótrias enfileiradas na superfície dorsal dos fêmures de várias espécies, principalmente nas subfamílias Leucauginae e Tetragnathinae . As tricobótrias são cerdas finas e alongadas que atuam como órgãos para a captação de estímulos sensoriais. Na maioria das aranhas, não é incomum que tricobótrias sejam órgãos mais importantes  para a percepção do ambiente do que os próprios olhos, pois a maioria das aranhas possui visão limitada.   
Apesar dos representantes de Tetragnathidae superficialmente se assemelharem bastante às aranhas da família Araneidae, estudos recentes investigando as relações filogenéticas dessas aranhas através do uso de dados moleculares têm recuperado Arkydae e Mimetidae como famílias mais próximas. Ambas as espécies mais antigas conhecidas de Tetragnathidae no registro fóssil são do gênero Corneometa, da subfamília Leucauginae. Essas espécies viveram há aproximadamente 45 milhões de anos atrás, no período Eoceno onde atualmente se encontra o Mar Báltico. Entretanto, é estimado que a família Tetragnathidae exista desde o período Cretáceo tardio, sendo uma das várias famílias de aranhas que não apenas sobreviveu à grande extinção de 65 milhões de anos atrás, mas que também passou por uma grande diversificação após isso . 

## Sistemática
São as seguintes as subfamílias e gêneros pertencentes a esta família:
- Leucauginae
  - Azilia Keyserling, 1881
  - Dianleucauge Song & Zhu, 1994
  - Eryciniolia Strand, 1912
  - Leucauge White, 1841
  - Memoratrix Petrunkevitch, 1942 † (fóssil, Oligoceno)
  - Metabus O. P.-Cambridge, 1899
  - Mesida Kulczyn'ski, 1911
  - Nanometa Simon, 1908
  - Okileucauge Tanikawa, 2001
  - Pickardinella Archer, 1951
  - Tylorida Simon, 1894
- Metinae
  - Atelidea Simon, 1895
  - Atimiosa Simon, 1895
  - Chrysometa Simon, 1894
  - Diphya Nicolet, 1849
  - Dolichognatha O. P.-Cambridge, 1869
  - Homalometa Simon, 1897
  - Meta C. L. Koch, 1836
  - Metargyra F. O. P.-Cambridge, 1903
  - Metellina Chamberlin & Ivie, 1941
  - Metleucauge Levi, 1980
  - Nanningia Zhu, Kim & Song, 1997
  - Parameta Simon, 1895
  - Schenkeliella Strand, 1934
  - Zygiometella Wunderlich, 1995
- Tetragnathinae Menge, 1866
  - Agriognatha O. P.-Cambridge, 1896
  - Antillognatha Bryant, 1945
  - Cyrtognatha Keyserling, 1881
  - Doryonychus Simon, 1900
  - Dyschiriognatha Simon, 1893
  - Glenognatha Simon, 1887
  - Hispanognatha Bryant, 1945
  - Mimicosa Petrunkevitch, 1925
  - Mitoscelis Thorell, 1890
  - Pachygnatha Sundevall, 1823
  - Prionolaema Simon, 1894
  - Tetragnatha Latreille, 1804
- incertae sedis
  - Alcimosphenus Simon, 1895 (antigamente Araneidae)
  - Deliochus Simon, 1894 (antigamente Nephilinae)
  - Eometa Petrunkevitch, 1958 † (fóssil)
  - Guizygiella Zhu, Kim & Song, 1997
  - Leucognatha Wunderlich, 1992
  - Macryphantes Selden, 1990 † (fóssil, pedra calcária)
  - Menosira Chikuni, 1955
  - Neoprolochus Reimoser, 1927
  - Orsinome Thorell, 1890
  - Palaeometa Petrunkevitch, 1922 † (fóssil)
  - Palaeopachygnatha Petrunkevitch, 1922 † (fóssil)
  - Parazilia Lessert, 1938
  - Pholcipes Schmidt & Krause, 1993
  - Priscometa Petrunkevitch, 1958 † (fósil)
  - Sancus Tullgren, 1910
  - Sternospina Schmidt & Krause, 1993
  - Theridiometa Petrunkevitch, 1942 † (fóssil, Oligoceno)
  - Timonoe Thorell, 1898
  - Wolongia Zhu, Kim & Song, 1997